# Scorpiops pachmarhicus
Espèce
Scorpiops pachmarhicus est une espèce de scorpions de la famille des Scorpiopidae.

## Distribution
Cette espèce est endémique du Madhya Pradesh en Inde. Elle se rencontre vers Pachmarhi.

## Description
La femelle holotype mesure 34,50 mm.

## Étymologie
Son nom d'espèce lui a été donné en référence au lieu de sa découverte, Pachmarhi.

## Publication originale
- Bastawade, 1992 : « First report of the family Vaejovidae (Scorpionidae: Arachnida) in Madhya Pradesh, with the description of a new species Scorpiops (Scorpiops) Pachmarhicus. » Journal of the Bombay Natural History Society, vol. 89, no 1, p. 99-103 (texte intégral).